# Wille Mäkelä
Wille Jarno Wilhelm Mäkelä (Hyvinkää, 2 marzo 1974) è un giocatore di curling finlandese.

## Biografia
Partecipò all'età di 31 anni ai XX Giochi olimpici invernali edizione disputata a Torino, (Italia) nel febbraio del 2006, riuscendo ad ottenere la medaglia d'argento nella squadra finlandese con i connazionali Markku Uusipaavalniemi, Kalle Kiiskinen, Teemu Salo e Jani Sullanmaa.
Nell'edizione la nazionale canadese  ottenne la medaglia d'oro, la statunitense quella di bronzo.